# 曼弗雷多尼亞
曼弗雷多尼亞（義大利語：Manfredonia）是位於義大利南部普利亞大區福賈省的一個城市。曼弗雷多尼亞是一座臨海城市，人口約有5.7萬。